# Ahaetuliinae
As Ahaetuliinae são uma subfamília da família da cobra Colubridae que foi erguida em 2016 para abrigar quatro gêneros contendo 56 espécies (Ahaetulla [8 espécies], Chrysopelea [5 espécies], Dendrelaphis [41 espécies] e Dryophiops [2 espécies]) que são mais intimamente relacionados entre si do que com os membros da subfamília Colubrinae.